# Георгієвський Костянтин Миколайович
Костянтин Миколайович Георгієвський (9 лютого (21 лютого) 1867, Санкт-Петербург, Російська імперія — 24 липня 1933, Ленінград, РРСФР, СРСР) — лікар-терапевт. Доктор медицини (1896).

## Біографія
Закінчив Імператорську медико-хірургічну академію (1893), приват-доцент. У 1896 році захистив докторську дисертацію «К вопросу о действии препаратов щитовидной железы на животный организм». Перебував у закордонному відрядженні (1897-99). Завідувач кафедри приватної патології і терапії (1903), шпитальної терапії (1906—1921), факультетської терапії Харківського університету (1921—1923). Завідувач кафедри внутрішніх хвороб Ленінградського інституту удосконалення лікарів (нині Санкт-Петербург) (1922–1933 рр.).

## Науковий доробок
Вніс значний внесок у розвиток клінічної ендокринології: вивчав роль нервової систему в патогенезі базедової хвороби, висловив думку щодо позапанкреатичних форм цукрового діабету, застосовував препарати підшлункової залози для лікування захворювання, вивчав питання етіології, патогенезу, клініки та лікування порушень вуглеводного та сольового обмінів. Займався питаннями диференціальної діагностики раку шлунку та ахілічного гастриту, симптоматології, діагностики та лікування езофагоспазму функціонального генезу, вказав на велику цінність френікус-феномена в діагностиці гострих холециститів (симптом Мюссе — Георгієвського). Клініка К. М. Георгіївського однією з перших успішно застосувала для лікування бронхіальної астми аутовакцину, отриману з кокових форм мікроорганізмів. Автор понад 40 наукових праць.

## Громадська діяльність
Член редколегії «Харківського медичного журналу», один з засновників журналу «Лікарська справа» (1919).